# ربکا اسپنسر
ربکا اسپنسر (انگلیسی: Rebecca Spencer؛ زادهٔ ۲۲ فوریهٔ ۱۹۹۱) بازیکن فوتبال اهل جامائیکا است. وی هم اکنون برای تیم ملی فوتبال زنان جامائیکا و تیم زنان باشگاه تاتنهام انگلستان بازی می‌کند.
از باشگاه‌هایی که در آن بازی کرده‌است می‌توان به تیم فوتبال زنان آرسنال و باشگاه فوتبال زنان چلسی اشاره کرد.